# Entre dos aguas
Entre dos aguas è un film del 2018 diretto da Isaki Lacuesta.

## Riconoscimenti
- Festival di San Sebastián
  - Concha de Oro